# Marcelo Vega
Francisco Marcelo Vega Cepeda (12 agosto 1971) è un ex calciatore cileno, di ruolo centrocampista.
Nel 2009 ha partecipato al reality show cileno 1810.